# Idia
Idia é um gênero de traça pertencente à família Arctiidae.